# 28Y busz (Pécs)
A pécsi 28Y jelzésű autóbusz Uránváros és Lámpásvölgy között közlekedik.

## Története
2018. június 16-ától közlekedik hétvégenként Gyükés felé a 39-es busz helyett. Az ellenkező irányban továbbra is a 39-es busz jár.
A 2019. augusztus 31-étől érvényes menetrendben már nem szerepelt.
2020. március 2-án az Uránváros és Lámpásvölgy között indult újra, mind a két irányban András utcai betérővel.

## Útvonala
| Uránváros → András utca → Lámpásvölgy | Lámpásvölgy → András utca → Uránváros |
| --- | --- |
| Uránváros – Páfrány utca – Szigeti út – Hungária utca – Rákóczi út – Rákóczi út – Zsolnay Vilmos utca – Lánc utca – Alsóhavi utca – Ady Endre utca – Hársfa út – Bittner Alajos út – Cassiantelepi bekötőút – András utca, forduló – Cassiantelepi bekötőút – Lámpásvölgyi út – Lámpásvölgy | Lámpásvölgy – Lámpásvölgyi út – Cassiantelepi bekötőút – András utca, forduló – Cassiantelepi bekötőút – Bittner Alajos út – Hársfa út – Ady Endre utca – Alsóhavi utca – Lánc utca – Zsolnay Vilmos utca – Rákóczi út – Hungária utca – Szigeti út – Páfrány utca – Uránváros |

## Megállóhelyei
| 28Y (Uránváros – András utca – Lámpásvölgy ) |                                      |          | |               |
| Perc (↓)                                     | Megállóhely                          | Perc (↑) | Megállóhelyet érintő járatok | Létesítmények |
| 0                                            | Uránváros végállomás                 | 30       | 1, 2, 2A, 2E, 4, 4Y, 21, 21A, 22, 23, 23Y, 24, 25, 25A, 26, 26A, 27, 27Y, 28, 28A, 28Y, 29, 102, 102Y, 104, 104A, 104E, 104Y, 107E, 121 · Helyközi autóbuszok                                                                                   |               |
| 2                                            | Szigeti út, Szántó Kovács János utca | 28       | 25, 26, 27, 27Y, 28, 28A, 28Y, 29, 107E |               |
| 3                                            | Gyümölcs utca                        | 27       | 25, 26, 26A, 27, 27Y, 28, 28A, 28Y, 29 |               |
| 4                                            | Egyetemváros                         | 26       | 2, 2A, 2E, 25, 26, 26A, 27, 27Y, 28, 28A, 28Y, 29, 55, 102, 102Y, 107E |               |
| ∫                                            | KEDPLASMA plazma központ             | 25       | 2, 2A, 2E, 25, 26, 26A, 27, 27Y, 28, 28A, 28Y, 55, 102, 102Y, 107E |               |
| 6                                            | Petőfi utca                          | 24       | 2, 2A, 2E, 25, 26, 26A, 27, 27Y, 28, 28A, 28Y, 29, 37, 46, 47, 55, 102, 102Y, 107E, 109E |               |
| 8                                            | Kórház tér                           | 22       | 2, 2A, 2E, 25, 26, 26A, 27, 27Y, 28, 28A, 28Y, 29, 30, 31, 32, 32Y, 34, 34Y, 35, 35Y, 36, 37, 44, 46, 47, 102, 102Y, 103, 107E, 109E, 130 |               |
| 10                                           | Zsolnay-szobor                       | 20       | 2, 2A, 2E, 3, 3E, 6, 6E, 7, 7Y, 8, 13Y, 14, 14Y, 22, 23, 23Y, 24, 25, 26, 26A, 27, 27Y, 28, 28A, 28Y, 29, 30, 31, 32, 32Y, 34, 34Y, 35, 35Y, 36, 37, 38, 38Y, 39, 40, 44, 46, 47, 73, 73Y, 102, 102Y, 103, 107E, 109E, 130, 140                 |               |
| 12                                           | Árkád                                | 18       | 2, 2A, 2E, 3, 3E, 4, 4Y, 6, 6E, 7, 7Y, 8, 13, 13E, 13Y, 14, 14Y, 15, 15A, 22, 23, 23Y, 24, 25, 26, 26A, 27, 27Y, 28, 28A, 28Y, 29, 30, 33, 38, 38Y, 39, 40, 60, 60Y, 73, 73Y, 102, 102Y, 103, 104, 104A, 104E, 104Y, 107E, 109E, 130, 130A, 140 |               |
| 14                                           | Rákóczi út                           | ∫        | 20, 21, 21A, 22, 23, 23Y, 24, 25, 26, 27, 27Y, 28, 28Y, 29, 33, 38, 38Y, 39, 40, 44, 60, 60A, 60Y, 121, 140 |               |
| 16                                           | Búza tér                             | 16       | 25, 26, 27, 27Y, 28, 28A, 28Y, 29, 30Y, 33, 38, 38Y, 39, 40, 44, 121, 140 |               |
| 17                                           | Ágoston tér                          | 15       | 28, 28A, 28Y, 29, 30Y, 33, 38, 38Y, 39, 44, 140 |               |
| 19                                           | Sándor utca                          | 13       | 28, 28A, 28Y, 29, 38, 38Y, 39, 140 |               |
| 20                                           | Hajnal utca                          | 12       | 28, 28A, 28Y, 38, 38Y, 140 |               |
| 21                                           | Bártfa utca                          | 11       | 28, 28A, 28Y, 38, 38Y, 140 |               |
| 22                                           | Jánoskút                             | 10       | 28, 28A, 28Y, 38, 38Y, 140 |               |
| 24                                           | Hársfa út                            | 8        | 26, 27, 27Y, 28, 28A, 28Y, 38, 38Y, 40, 140 |               |
| 25                                           | Kató-lak                             | 7        | 28, 28A, 28Y, 38, 38Y |               |
| 26                                           | Borbálatelep                         | 6        | 28, 28A, 28Y, 38, 38Y |               |
| 27                                           | Feketehegy                           | 5        | 28, 28A, 28Y, 38, 38Y |               |
| 29                                           | András utca                          | 3        | 28Y, 38Y |               |
| 31                                           | Alsógyükés                           | 1        | 28, 28A, 28Y, 38, 38Y |               |
| 32                                           | Lámpásvölgy végállomás               | 0        | 28, 28A, 28Y, 38, 38Y |               |